# Біркадзе Георгій Автанділович
Георгій Біркадзе (груз. Გიორგი Ბირკაძე, нар. 30 вересня 1980, м. Карелі, Грузинська РСР) — український громадський та політичний діяч грузинського походження, фахівець в сфері управління проєктами, економіки, будівництва та ЖКГ. У 2020–2021 роках — голова Броварської районної державної адміністрації Київської області.

## Біографічні відомості
У 2000 році закінчив Таврійський інститут підприємництва і права (м. Сімферополь).
Після закінчення інституту, Георгій понад 10 років здійснював консультування та управління проектами в компаніях, що працюють в галузі торгівлі та будівництва.
З 2011 року, сформувавши власну команду професіоналів, Георгій обіймав посаду директора будівельної компанії «СТРОЙ-ГАРАНТ ІНВЕСТ», основна діяльність якої — будівництво та проектування інженерних мереж в Києві та області.
У 2015 році був волонтером, згодом — добровольцем під час АТО в м.Курахове, м.Мар'їнка, м. Щастя.
У 2017 році здобув диплом спеціаліста з фінансів та банківської справи, закінчивши Вищу школу менеджменту при Легніцькому університеті в Польщі.
У 2018 році навчався за програмою для власників бізнесу та вищого керівного складу в Міжнародному інституті менеджменту, МІМ-Київ, Україна.
У 2019 здобув ступінь магістра зі спеціальності «Будівництво та цивільна інженерія», Інститут інноваційної освіти Київського національного університету будівництва і архітектури.
Георгій Біркадзе має багаторічний управлінський досвід у сфері будівництва та ЖКГ. Протягом кількох років він очолював товариства, що входять до українського багатопрофільного холдингу «БРК ХОЛДИНГ ГРУП». Холдинг спеціалізується на будівництві, виробництві, інженерно-монтажних та проектних роботах у сфері у сфері електропостачання, газопостачання, теплопостачання, водопостачання та водовідведення, поводження з відходами (ТПВ), санації (Метод CIPP та IBB), мікротунелювання, щитової проходки та підземного будівництва. Також, холдинг веде активну міжнародну діяльність та впроваджує сучасні технології під час будівельних та виробничих процесів.
22 вересня 2020 року розпоряжденням Президента України № 470/2020-рп Георгій Біркадзе призначений головою Броварської районної Державної адміністрації Київської області. На посаді очільника району запам'ятався активною боротьбою з корупцією і так званою «піщаною мафією», що спеціалізується на незаконному видобутку піску в районі річки Десна на Київщині.
29 березня 2021 року Георгій Біркадзе розпоряжденням Президента України № 257/2021-рп звільнений з посади голови Броварської районної державної адміністрації Київської області відповідно до пункту 6 частини другої статті 9 Закону України «Про місцеві державні адміністрації».
З грудня 2021 року активно займається публічною експертною діяльністю в сфері економіки, будівництва та ЖКГ, коментуючи в ефірах загальнонаціональних телеканалів та ЗМІ поточні процеси в Україні. На початку 2022 року Георгій Біркадзе став одним із співведучих програми «Презумпція провини» на телеканалі «Дом».

### Після 24 лютого 2022
Від початку повномасштабного військового вторгнення росії до України 24 лютого 2022 року Георгій Біркадзе та його Фонд, заснований 5 лютого 2021 року, включились у процес допомоги країні, забезпечуючи гуманітарні поставки для постраждалого населення та передачу захисної амуніції для бійців на різних ділянках фронту. Географія допомоги Фонду: постраждалі від окупації громади Київщини, Чернігівщини, Харківщини, Донеччини, Миколаївщини, Чернігівська та Київська обласні клінічні лікарня, Головний Військовий Клінічний Госпіталь в м. Києві, Дніпропетровська обласна клінічна лікарня ім. Мечникова, підрозділи столичної ТРО, ЗСУ, Національної гвардії.
У березні — квітні 2022-го року на підприємствах родини Георгія Біркадзе почали виготовляти протитанкові їжаки, за допомогою яких укріплювались блокпости на багатьох під'їздах і в самій столиці.[джерело?]

## Родина
Дружина — Біркадзе Ольга Володимирівна, асистент кафедри теорії та практики перекладу романських мов імені Миколи Зерова Навчально-наукового інституту філології Київського національного університету імені Тараса Шевченка. Подружжя виховує доньку.